# Ingeborg Lesener
Ingeborg Gerarda Lesener (Amsterdam, 22 oktober 1938) is een Nederlands vertaalster Duits-Nederlands. Zij studeerde literatuurwetenschappen en Nederlandse taal- en letterkunde.

## Vertalingen
Lesener vertaalde werken van o.a. Jean Paul, Friedrich Schiller, E.T.A. Hoffmann, Eduard Mörike, Heinrich von Kleist, Ludwig Tieck, Lilian Faschinger en Thomas Rosenlöcher.
Een groot vertaalproject van Lesener betrof de roman De man zonder eigenschappen (Duitse originele titel: Der Mann ohne Eigenschaften), van de Oostenrijkse auteur Robert Musil. Zij kwam hiervoor speciaal in loondienst van uitgeverij Meulenhoff. In 1988 verscheen het eerste van de vier delen. Haar vertaalwerk kreeg veel kritiek, onder andere vanwege het stroeve Nederlands en vermeende vertaalfouten. Na het derde deel besloot Lesener om te stoppen met dit vertaalproject, waarna Hans Hom het vierde deel vertaalde.